# Teixidor taronja
El teixidor taronja (Ploceus aurantius) és un ocell de la família dels ploceids (Ploceidae).

## Hàbitat i distribució
Habita els boscos de ribera i canyars a Sierra Leone, Libèria, Costa d'Ivori, Ghana, Togo, Nigèria, Camerun, el Gabon, República del Congo, Cabinda, sud, sud-est, nord i nord-est de la República Democràtica del Congo, nord-est d'Angola, República Centreafricana, sud d'Uganda i l'extrem nord-oest de Tanzània.